# Christian Pulišić
Christian Mate Pulišić (18. září 1998 Hershey, USA) je americký fotbalový útočník hrající za italský Milán a za americký národní tým.
Narozen v Hershey v Pensylvánii, Pulišić začal profesionální kariéru v Borussii Dortmund, kde po rychlém progresu prošel přes mládežnickou akademii rovnou do A-týmu, v pouhých 17 letech. Za akademii odehrál pouhých 15 zápasů. Hned ve své první sezoně, 2016/17, dokázal s týmem zvítězit v DFB-Pokalu.
Po třech sezonách v Borussii Pulišić v lednu 2019 přestoupil do londýnské Chelsea za 64 milionu €. Přestupová cena ho činí nejdražší americkým fotbalovým hráčem historie.
Pulišić je také držitelem hned několika rekordů Bundesligy i Dortmundu. Je nejmladším neněmeckým střelcem ligy, nejmladším hráčem, který vstřelil dvě branky, a nejmladším střelcem a nastupujícím hráčem Dortmundu v Lize mistrů.
Za americký národní tým Pulišić vstřelil 13 branek v 30 zápasech. Prošel všemi mládežnickými kategoriemi a seniorský debut si připsal v březnu 2016, ve věku 17 let. Později téhož roku se Pulišić objevil na Copa América. Poté se stal nejmladším střelcem a nastupujícím hráčem za USA v kvalifikaci na Mistrovství světa ve fotbale. Navíc se stal nejmladším kapitánem historie.

## Přestupy
- Dortmund - Chelsea za 64 000 000 Euro
- Chelsea - Milán za 20 000 000 Euro

## Osobní život
Pulišić se narodil v Hershey v Pensylvánii, kde strávil značnou část svého života. Oba rodiče Kelley a Mark Pulišić hráli univerzitní fotbal na George Mason University, otec hrál navíc profesionálně indoor fotbal za Harrisburg Heat.
Pulišić strávil rok života v Anglii, kde v sedmi letech hrál za mládežnický tým Brackley Town. Později se jeho otec stal manažerem indoor fotbalového klubu Detroit Ignition, a tak žil Pulišić v Michiganu a hrál za Michigan Rush. Později zpět v Hershey hrál za Penn FC.
Mate Pulišić, jeho dědeček, se narodil v Chorvatsku na ostrově Olib. Christian po přesunu do Německa požádal o chorvatské občanství. Později dostal nabídku reprezentovat Chorvatsko, ale odmítl ji.
Pulišićův bratranec, Will Pulišić, který je fotbalovým brankářem, také reprezentuje USA U17 a hraje za Borussii Dortmund.

## Kariéra

### Klubová

#### Dortmund
V únoru 2015 Borussia Dortmund získala 16letého Pulišiće a poslala jej do U17 týmu, později v létě do týmu U19. Po vstřelení 10 gólů a 8 asistencích během 15 zápasů v mládežnických týmech byl Pulišić povolán během zimy do A-týmu.

##### 2015/16
Během zimní přestávky v roce 2016 odehrál dva poločasy ve dvou přátelských zápasech, ve kterých vstřelil gól a na další přihrál. 24. ledna, pouhý den po svém debutu na lavičce pro A-tým, Pulišić odehrál 90 minut v přátelském utkání proti Unionu Berlín, ve kterém vstřelil branku a na dvě přihrál. 30. ledna 2016 si připsal debut v Bundeslize v zápase proti FC Ingolstadt, kde střídal ve druhém poločase Ramose. Zápas skončil 2-0 pro Dortmund. 23. února si připsal debut také v Lize mistrů, když přišel na trávník ve druhém poločase při výhře 2-0 proti Portu.
Na start od začátku utkání si Pulišić musel počkat do 21. února proti Leverkusenu, ve druhém poločase byl vystřídán Reusem. Svůj druhý start si připsal 10. dubna proti Schalke 04, v 73. minutě ho vystřídal Gündoğan. Jako reakci na Pulišićův výkon proti Schalke řekl trenér Thomas Tuchel: „Je teenager ve své první profesionální sezoně. Jeho první dva zápasy od začátku, proti Leverkusenu a dnes proti Schalke, nebyly nejlehčí. To potvrzuje názor, že je hotovým hráčem týmu. Byl platným náhradníkem proti Brémám a Liverpoolu. Zároveň lze ale předpokládat, že s takovým nasazením a intenzitou zatím nemůže odehrát celých 90 minut.“
První gól v Bundeslize si připsal 17. dubna proti Hamburku. Při vítězství 3-0 Pulišić otevíral skóre zápasu. Stal se tak nejmladším NEněmeckým a čtvrtým nejmladším střelcem Bundesligy, v pouhých 17 letech a 212 dnech. Díky gólu z 23. dubna proti VfB Stuttgart překonal další rekord, konkrétně se stal nejmladším střelcem dvou branek v nejvyšší soutěži. V tomto zápase také zaznamenal svou první žlutou kartu, a to za faul na Emiliana Insúu.

##### 2016–19

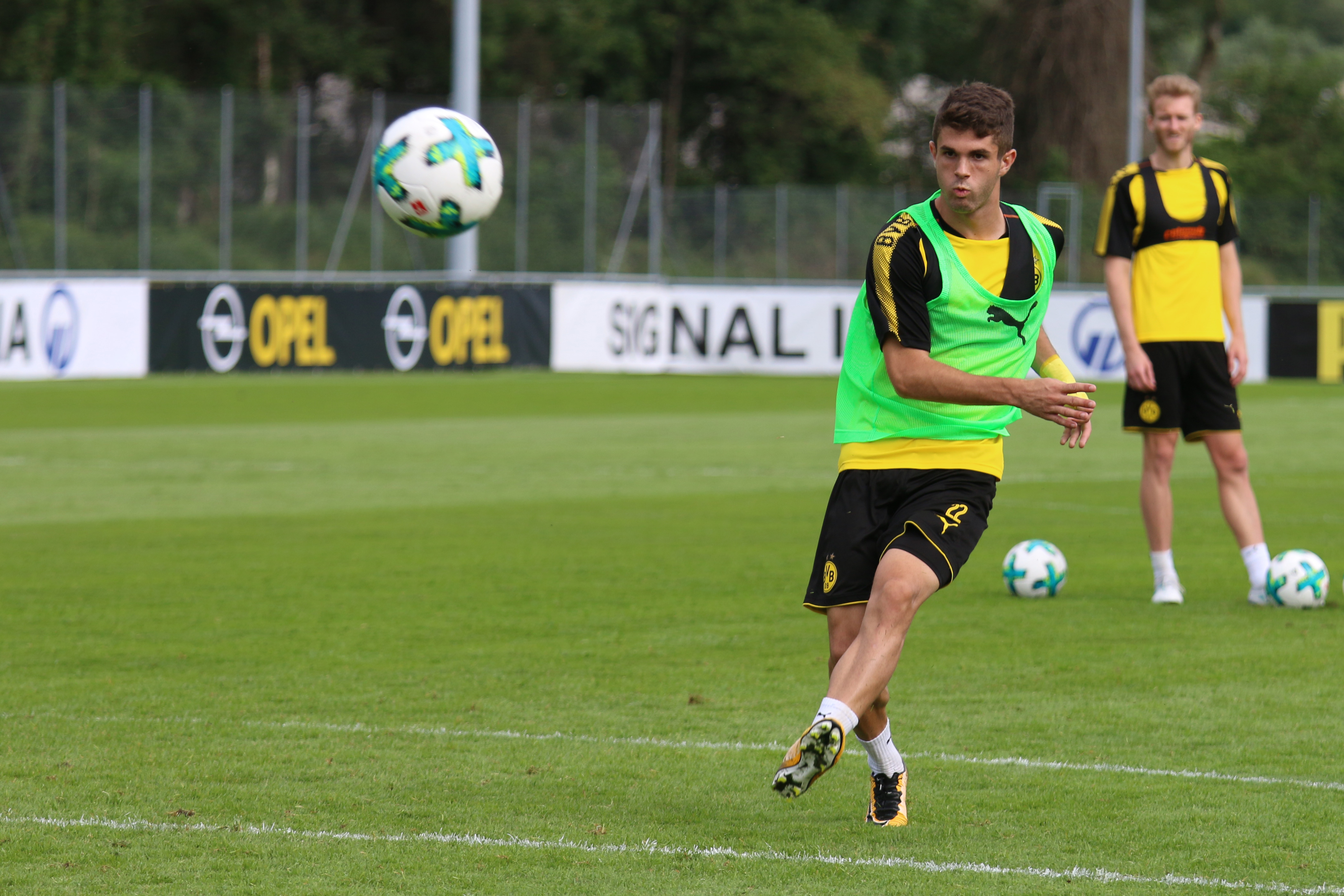
Pulišić při tréninku s Borussií v Bad Ragaz, Švýcarsko

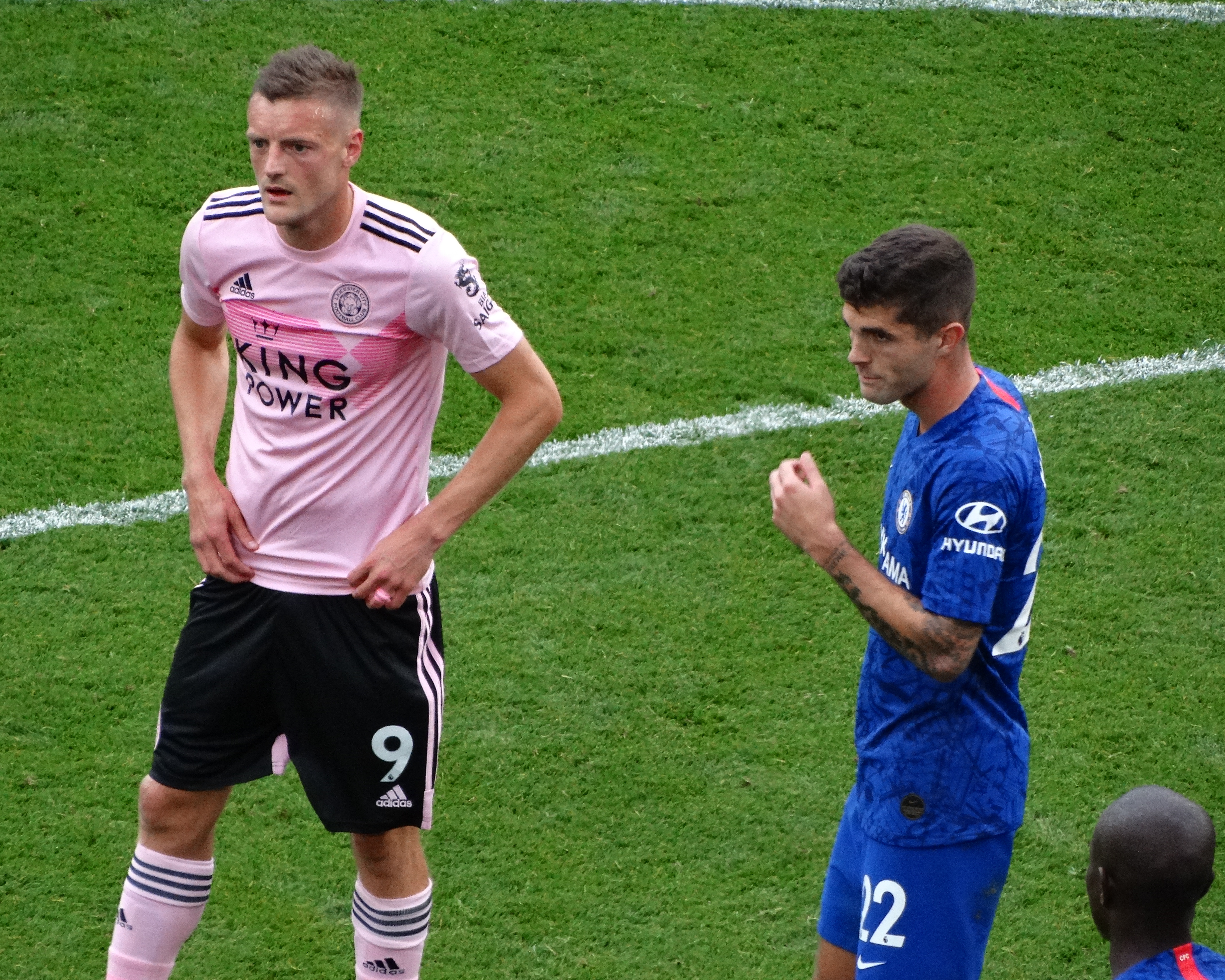
Pulišić v srpnu 2019 během zápasu Premier League proti Leicesteru City

Při předsezonním přátelském turnaji Pulišić skóroval v nastaveném čase proti Manchesteru City, čímž zápas poslal do penalt. V průběhu své druhé sezony u A-týmu se stal nejmladším hráčem Borussie, který kdy nastoupil do zápasu Ligy mistrů. Následující víkend, pouhý den před svými 18. narozeninami, si připsal první gól sezony a navíc přidal dvě asistence při vítězství 6-0 proti Darmstadtu.
V září při zápase ve skupinové fázi Ligy mistrů proti Realu Madrid nastoupil na trávník za stavu 1-2, aby pomohl při vyrovnávacím gólu Schürrleho na 2-2. Při dalším střídání, dne 22. října, se dostal na trávník proti tehdy poslednímu Ingolstadtu za stavu 1-3, aby pomohl srovnat nepříznivý výsledek.
23. ledna 2017 podepsal s Dortmundem nový kontrakt do roku 2020. 8. března 2017 vstřelil svůj první gól v Lize mistrů při vítězství v osmifinále nad Benficou 4-0, díky čemuž se ve věku 18 let, 5 měsíců a 18 dní stal nejmladším střelcem BVB v této soutěži. Pulišić navíc asistoval při gólu Aubameyanga a postoupil s Dortmundem do čtvrtfinále. Dne 5. srpna 2017 vstřelil svůj první gól v DFL-Supercupu proti Bayernu Mnichov.

#### Chelsea
2. ledna 2019 podepsal Pulišić s smlouvu londýnskou Chelsea. Cena přestupu se vyšplhala na 64 milionů €, v rámci přestupu byla podmínka setrvání na hostování v Dortmundu do konce sezony 2018/19. Díky tomuto transferu se Pulišić stal nejdražším americkým fotbalistou a druhým nejdražším prodejem ze strany Dortmundu, hned po Dembélém.
V médiích prohlásil, že má v plánu zkrátit svou letní dovolenou, aby se mohl připravovat v předsezonním období a zapůsobil na nového trenéra Chelsea. 11. srpna 2019 si připsal svůj první start za Chelsea při prohře 0:4 proti Manchesteru United. Své první góly, respektive hattrick, vsítil v dresu „Blues“ při venkovní výhře 4:2 na půdě Burnley. Jednalo se vůbec o Christianův první hattrick v kariéře. Stal se teprve druhým Američanem, který dokázal dát tři branky v jednom zápase, prvním Američanem je Clint Dempsey, kterému se tento počin povedl v roce 2012. Dále se také stal ve věku 21 let nejmladším střelcem hattricku v historii Chelsea. Svůj první gól v Lize mistrů za Chelsea vstřelil 27. listopadu 2019 při venkovní remíze 2:2 ve Valencii.

#### Milán
13. července 2023 Pulisic přestoupil na základě čtyřleté smlouvy do 30. června 2027 do klubu Serie A AC Milán a dostal číslo 11. Přestup se uskutečnil na základě dohody v maximální hodnotě 22 milionů eur.
Dne 8. srpna 2023 vstřelil svůj první gól za AC Milán při vítězství nad Monzou v předsezónním přátelském utkání Trofeo Silvio Berlusconi.

## Statistika

### Klubová
| Sezóna             | Klub               | Liga               | Liga   | Liga | Domácí poháry | Domácí poháry | Domácí poháry | Kontinentální poháry | Kontinentální poháry | Kontinentální poháry | Celkem | Celkem |
| Sezóna             | Klub               | Soutěž             | Zápasy | Góly | Soutěž        | Zápasy        | Góly          | Soutěž               | Zápasy               | Góly                 | Zápasy | Góly   |
| ------------------ | ------------------ | ------------------ | ------ | ---- | ------------- | ------------- | ------------- | -------------------- | -------------------- | -------------------- | ------ | ------ |
| 2015/16            | Dortmund           | Bundesliga         | 9      | 2    | NP            | 0             | 0             | EL                   | 3                    | 0                    | 12     | 2      |
| 2016/17            | Dortmund           | Bundesliga         | 29     | 3    | NP+NS         | 4+0           | 1             | LM                   | 10                   | 1                    | 43     | 5      |
| 2017/18            | Dortmund           | Bundesliga         | 32     | 4    | NP+NS         | 1+1           | 0             | LM+EL                | 5+3                  | 0                    | 42     | 5      |
| 2018/19            | Dortmund           | Bundesliga         | 20     | 4    | NP            | 3             | 2             | LM                   | 7                    | 1                    | 30     | 7      |
| Celkem za Dortmund | Celkem za Dortmund | Celkem za Dortmund | 90     | 13   | -             | 9             | 4             | -                    | 28                   | 2                    | 127    | 19     |
| 2019/20            | Chelsea            | Premier League     | 25     | 9    | AP+ALP        | 2+2           | 1+0           | LM+ES                | 4+1                  | 1+0                  | 34     | 11     |
| 2020/21            | Chelsea            | Premier League     | 27     | 4    | AP+ALP        | 6+0           | 0             | LM                   | 10                   | 2                    | 43     | 6      |
| 2021/22            | Chelsea            | Premier League     | 22     | 6    | AP+ALP        | 4+3           | 0             | LM+ES+MSk            | 7+1+1                | 2+0+0                | 38     | 8      |
| 2022/23            | Chelsea            | Premier League     | 24     | 1    | AP+ALP        | 0+1           | 0             | LM                   | 5                    | 0                    | 30     | 1      |
| Celkem za Chelsea  | Celkem za Chelsea  | Celkem za Chelsea  | 98     | 20   | -             | 18            | 1             | -                    | 29                   | 5                    | 145    | 26     |
| 2023/24            | Milán              | Serie A            | 36     | 12   | IP            | 2             | 0             | LM+EL                | 6+6                  | 1+2                  | 50     | 15     |
| 2024/25            | Milán              | Serie A            | 34     | 11   | IP+IS         | 4+2           | 0+2           | LM                   | 9                    | 4                    | 49     | 17     |
| Celkem za Milán    | Celkem za Milán    | Celkem za Milán    | 70     | 23   | -             | 8             | 2             | -                    | 21                   | 7                    | 99     | 32     |
| Celkově            | Celkově            | Celkově            | 258    | 56   | -             | 35            | 7             | -                    | 78                   | 14                   | 371    | 77     |

### Reprezentační

#### Statistika na velkých turnajích
| Reprezentace  | Rok     | Zápasy               | Zápasy  | Zápasy            | Zápasy           | Zápasy           | Zápasy   |
| Reprezentace  | Rok     | Fáze turnaje         | Datum   | Soupeř            | Odehraných minut | Vstřelené branky | Výsledek |
| ------------- | ------- | -------------------- | ------- | ----------------- | ---------------- | ---------------- | -------- |
| Spojené státy | CA 2016 | 1 zápas ve skupině A | 4. 6.   | Kolumbie          | 24               | 0                | 0:2      |
| Spojené státy | CA 2016 | Semifinále           | 22. 6.  | Argentina         | 45               | 0                | 0:4      |
| Spojené státy | CA 2016 | O 3. místo           | 26. 6.  | Kolumbie          | 16               | 0                | 0:1      |
| Spojené státy | ZP 2019 | 1 zápas ve skupině D | 19. 6.  | Guyana            | 62               | 0                | 4:0      |
| Spojené státy | ZP 2019 | 2 zápas ve skupině D | 23. 6.  | Trinidad a Tobago | 90               | 1                | 6:0      |
| Spojené státy | ZP 2019 | 3 zápas ve skupině D | 27. 6.  | Panama            | 25               | 0                | 1:0      |
| Spojené státy | ZP 2019 | Čtvrtfinále          | 1. 7.   | Curaçao           | 90               | 0                | 1:0      |
| Spojené státy | ZP 2019 | Semifinále           | 4. 7.   | Jamajka           | 90               | 2                | 3:1      |
| Spojené státy | ZP 2019 | Finále               | 8. 7.   | Mexiko            | 90               | 0                | 0:1      |
| Spojené státy | MS 2022 | 1 zápas ve skupině B | 21. 11. | Wales             | 90               | 0                | 1:1      |
| Spojené státy | MS 2022 | 2 zápas ve skupině B | 25. 11. | Anglie            | 90               | 0                | 0:0      |
| Spojené státy | MS 2022 | 3 zápas ve skupině B | 29. 11. | Írán              | 45               | 1                | 1:0      |
| Spojené státy | MS 2022 | Osmifinále           | 3. 12.  | Nizozemsko        | 90               | 0                | 1:3      |
| Spojené státy | CA 2024 | 1 zápas ve skupině C | 24. 6.  | Bolívie           | 90               | 1                | 2:0      |
| Spojené státy | CA 2024 | 2 zápas ve skupině C | 28. 6.  | Panama            | 90               | 0                | 1:2      |
| Spojené státy | CA 2024 | 3 zápas ve skupině C | 2. 7.   | Uruguay           | 90               | 0                | 0:1      |

#### Reprezentační branky
Platné k 29. listopadu 2022
| Číslo | Datum              | Místo                                                    | Soupeř                    | Skóre | Výsledek | Soutěž                                           |
| ----- | ------------------ | -------------------------------------------------------- | ------------------------- | ----- | -------- | ------------------------------------------------ |
| 1.    | 28. května 2016    | Children's Mercy Park, Kansas City, USA                  | Bolívie                   | 4:0   | 4:0      | Přátelský zápas                                  |
| 2.    | 2. září 2016       | Arnos Vale Stadium, Kingstown, Svatý Vincenc a Grenadiny | Svatý Vincenc a Grenadiny | 4:0   | 6:0      | Kvalifikace na Mistrovství světa ve fotbale 2018 |
| 3.    | 2. září 2016       | Arnos Vale Stadium, Kingstown, Svatý Vincenc a Grenadiny | Svatý Vincenc a Grenadiny | 6:0   | 6:0      | Kvalifikace na Mistrovství světa ve fotbale 2018 |
| 4.    | 24. března 2017    | Avaya Stadium, San José, USA                             | Honduras                  | 4:0   | 6:0      | Kvalifikace na Mistrovství světa ve fotbale 2018 |
| 5.    | 3. června 2017     | Rio Tinto Stadium, Sandy, USA                            | Venezuela                 | 1:1   | 1:1      | Přátelský zápas                                  |
| 6.    | 8. června 2017     | Dick's Sporting Goods Park, Denver, USA                  | Trinidad a Tobago         | 1:0   | 2:0      | Kvalifikace na Mistrovství světa ve fotbale 2018 |
| 7.    | 8. června 2017     | Dick's Sporting Goods Park, Denver, USA                  | Trinidad a Tobago         | 2:0   | 2:0      | Kvalifikace na Mistrovství světa ve fotbale 2018 |
| 8.    | 6. října 2017      | Orlando City Stadium, Orlando, USA                       | Panama                    | 1:0   | 4:0      | Kvalifikace na Mistrovství světa ve fotbale 2018 |
| 9.    | 10. října 2017     | Ato Boldon Stadium, Couva, Trinidad and Tobago           | Trinidad a Tobago         | 1:2   | 1:2      | Kvalifikace na Mistrovství světa ve fotbale 2018 |
| 10.   | 26. března 2019    | BBVA Compass Stadium, Houston, USA                       | Chile                     | 1:0   | 1:1      | Přátelský zápas                                  |
| 11.   | 22. června 2019    | FirstEnergy Stadium, Cleveland, USA                      | Trinidad a Tobago         | 4:0   | 6:0      | Zlatý pohár CONCACAF 2019                        |
| 12.   | 3. července 2019   | Nissan Stadium, Nashville, USA                           | Jamajka                   | 2:0   | 3:1      | Zlatý pohár CONCACAF 2019                        |
| 13.   | 3. července 2019   | Nissan Stadium, Nashville, USA                           | Jamajka                   | 3:1   | 3:1      | Zlatý pohár CONCACAF 2019                        |
| 14.   | 11. října 2019     | Audi Field, Washington DC, United States                 | Kuba                      | 7:0   | 7:0      | Liga národů CONCACAF 2019/20                     |
| 15.   | 28. března 2021    | Windsor Park, Belfast, Northern Ireland                  | Severní Irsko             | 2:0   | 2:1      | Přátelský zápas                                  |
| 16.   | 6. června 2021     | Empower Field at Mile High, Denver, USA                  | Mexiko                    | 3:2   | 3:2 PP   | Liga národů CONCACAF 2020                        |
| 17.   | 12. listopadu 2021 | TQL Stadium, Cincinnati, USA                             | Mexiko                    | 1:0   | 2:0      | Kvalifikace na Mistrovství světa ve fotbale 2022 |
| 18.   | 2. února 2022      | Allianz Field, Saint Paul, USA                           | Honduras                  | 3:0   | 3:0      | Kvalifikace na Mistrovství světa ve fotbale 2022 |
| 19.   | 27. března 2022    | Exploria Stadium, Orlando, United States                 | Panama                    | 1:0   | 5:1      | Kvalifikace na Mistrovství světa ve fotbale 2022 |
| 20    | 27. března 2022    | Exploria Stadium, Orlando, United States                 | Panama                    | 4:0   | 5:1      | Kvalifikace na Mistrovství světa ve fotbale 2022 |
| 21    | 27. března 2022    | Exploria Stadium, Orlando, United States                 | Panama                    | 5:0   | 5:1      | Kvalifikace na Mistrovství světa ve fotbale 2022 |
| 22    | 29. listopadu 2022 | Al Thumama Stadium, Dauhá, Katar                         | Írán                      | 1:0   | 1:0      | Mistrovství světa ve fotbale 2022                |

## Úspěchy

### Klubové

#### Národní
- vítěz Německého poháru (1x)

Dortmund: 2016/17
- vítěz italského superpoháru (1x)

Milán: 2024

#### Kontinentální
- vítěz Ligy mistrů UEFA (1x)

Chelsea: 2020/21
- vítěz Superpoháru UEFA (1x)

Chelsea: 2021
- vítěz Mistrovství světa klubů (1x)

Chelsea: 2021

### Reprezentační
- vítěz Ligy národů CONCACAF (3x)

USA: 2019/20, 2022/23, 2023/24
- 1× účast na MS (2022)
- 2× účast na CA (2016, 2024)
- 1× účast na ZP (2019 – zlato)